# Alfonso Celis
Alfonso Celis Enecoiz Jr. (ur. 18 września 1996 roku w mieście Meksyku) – meksykański kierowca wyścigowy.

## Życiorys

### Początki kariery
Celis rozpoczął karierę w jednomiejscowych bolidach wyścigowych w wieku 15 lat w 2011 roku poprzez starty w Campeonato Turismos de Velocidad 1800cc, gdzie sześciokrotnie stawał na podium, a pięć razy na jego najwyższym stopniu. Dorobek 50 punktów pozwolił mu zdobyć tytuł mistrza serii. W tym samym roku wystartował również w dwóch wyścigach LATAM Challenge Series F2000, gdzie został sklasyfikowany na 15. miejscu. Dodatkowo w 24-godzinnym wyścigu w Barcelonie był 35. 
Rok później wygrał już 24-godzinny wyścig w Meksyku. Ponadto wystartował w pięciu wyścigach cyklu Formuła BMW Talent Cup. Uzbierane 50 punktów sklasyfikowało go na piątej pozycji.
W sezonie 2013 poświęcił się głównie startom w Panam GP Series> w edycji zimowej dwukrotnie stawał na podium. Stanął ostatecznie na najniższym stopniu podium klasyfikacji generalnej.

### Formuła Renault 2.0
W sezonie 2013 Meksykanin startował również w Północnoeuropejskim Pucharze Formuły Renault 2.0 z brytyjską ekipą Fortec Competition. Z dorobkiem 109 punktów ukończył sezon na czternastym miejscu w klasyfikacji końcowej.

### Formuła 3
Na sezon 2013 Alfonso podpisał także kontrakt z ekipą Fortec Motorsports na starty w Formule 3. W związku z tym startował w niektórych rundach Brytyjskiej Formuły 3 oraz Europejskiej Formuły 3. Jedynie w edycji brytyjskiej był klasyfikowany. Z dorobkiem 15 punktów ukończył sezon na dziesiątej pozycji w klasyfikacji generalnej. Rok później wystartował w trzech wyścigach austriackiej rundy. W klasyfikacji generalnej uplasował się na trzydziestym miejscu.

### Seria GP3
W 2014 roku Meksykanin rozpoczął starty z kanadyjską ekipą Status Grand Prix w Serii GP3. Wystartował łącznie w osiemnastu wyścigach, spośród których raz zdobył punkty - był siódmy w drugim wyścigu w Rosji. Uzbierał łącznie dwa punkty, które zapewniły mu 21. miejsce w końcowej klasyfikacji kierowców.
W sezonie 2015 dostał szansę startów od czołowego francuskiego zespołu, ART Grand Prix. Wyniki Meksykanina na tle jego zespołowych partnerów - Francuza Estebana Ocona oraz Niemca Marvina Kirchhofera - prezentowały się jednak mizernie. Celis Jr zaledwie pięć razy sięgał po punkty - jedyne podium odnotował w sprincie na belgijskim torze Spa-Francorchamps, gdzie był trzeci. Dorobek zaledwie 24 punktów (w stosunku do 253 pierwszego w klasyfikacji generalnej Ocona oraz 200 trzeciego Kirchhofera) sklasyfikował go na 12. miejscu.

### Formuła Renault 3.5
W sezonie 2014 Celis wystartował podczas niemieckiej rundy Formuły Renault 3.5 z francuską ekipą Tech 1 Racing. W pierwszym wyścigu uplasował się na szesnastej pozycji, a w drugim był dwunasty. Został sklasyfikowany na 27 pozycji w końcowej klasyfikacji kierowców.
W kolejnym roku był etatowym zawodnikiem zespołu Hiszpana Adriána Vallésa. W ciągu sezonu tylko trzykrotnie sięgnął po punkty. Najlepszą pozycją było jednak czwarte miejsce podczas drugiego startu, na mokrym torze Nürburgring. Siedemnaście punktów, które zdobył, sklasyfikowały go na 16. miejscu.
W roku 2016 kontynuował starty w AV Formula.

## Wyniki

### GP3
| Legenda oznaczeń w tabelach wyników Wyświetl szablon na nowej stronie | Legenda oznaczeń w tabelach wyników Wyświetl szablon na nowej stronie                                                                     |
| Oznaczenie                                                            | Wyjaśnienie |
| --------------------------------------------------------------------- | --- |
| Złoty                                                                 | Zwycięzca lub mistrzostwo |
| Srebrny                                                               | 2. miejsce lub wicemistrzostwo |
| Brązowy                                                               | 3. miejsce lub II wicemistrzostwo |
| Zielony                                                               | Ukończył, punktował (w klasyfikacji generalnej, gdy zdobył co najmniej jeden punkt na przestrzeni sezonu, poza trzema powyższymi opcjami) |
| Niebieski                                                             | Ukończył, nie punktował (w klasyfikacji generalnej, gdy nie zdobył co najmniej jednego punktu na przestrzeni sezonu)                      |
| Czerwony                                                              | Nie zakwalifikował się (NZ) |
| Czerwony                                                              | Nie prekwalifikował się (NPK) |
| Różowy                                                                | Nie ukończył (NU) |
| Różowy                                                                | Niesklasyfikowany (NS) (w klasyfikacji generalnej, gdy nie został sklasyfikowany w żadnym wyścigu sezonu)                                 |
| Czarny                                                                | Zdyskwalifikowany (DK) |
| Czarny                                                                | Wykluczony (WYK/EX) |
| Biały                                                                 | Nie wystartował (NW) |
| Biały                                                                 | Kontuzjowany (K/INJ) |
| Biały                                                                 | Wyścig odwołany (OD/C) |
| Bez koloru                                                            | Został wycofany (WYC/WD) |
| Bez koloru                                                            | Nie przybył (NP/DNA) |
| Bez koloru                                                            | Nie brał udziału w treningach (NT/DNP) |
| Bez koloru                                                            | Nie został zgłoszony (–) |
| Pogrubienie                                                           | Start z pole position |
| Kursywa                                                               | Najszybsze okrążenie wyścigu |
| †                                                                     | Nie ukończył, ale jego rezultat został zaliczony ze względu na przejechanie więcej niż 90% dystansu wyścigu.                              |
| *                                                                     | Sezon w trakcie |
| 1/2/3                                                                 | Punktowana pozycja w sprincie kwalifikacyjnym                                                                                             |
| Lista systemów punktacji Formuły 1                                    | |

| Rok  | Zespół            | Wyniki w poszczególnych eliminacjach | Wyniki w poszczególnych eliminacjach | Wyniki w poszczególnych eliminacjach | Wyniki w poszczególnych eliminacjach | Wyniki w poszczególnych eliminacjach | Wyniki w poszczególnych eliminacjach | Wyniki w poszczególnych eliminacjach | Wyniki w poszczególnych eliminacjach | Wyniki w poszczególnych eliminacjach | Wyniki w poszczególnych eliminacjach | Wyniki w poszczególnych eliminacjach | Wyniki w poszczególnych eliminacjach | Wyniki w poszczególnych eliminacjach | Wyniki w poszczególnych eliminacjach | Wyniki w poszczególnych eliminacjach | Wyniki w poszczególnych eliminacjach | Wyniki w poszczególnych eliminacjach | Wyniki w poszczególnych eliminacjach | Punkty | Pozycja |
| ---- | ----------------- | ------------------------------------ | ------------------------------------ | ------------------------------------ | ------------------------------------ | ------------------------------------ | ------------------------------------ | ------------------------------------ | ------------------------------------ | ------------------------------------ | ------------------------------------ | ------------------------------------ | ------------------------------------ | ------------------------------------ | ------------------------------------ | ------------------------------------ | ------------------------------------ | ------------------------------------ | ------------------------------------ | ------ | ------- |
| 2014 | Status Grand Prix | ESP                                  | ESP                                  | AUT                                  | AUT                                  | GBR                                  | GBR                                  | DEU                                  | DEU                                  | HUN                                  | HUN                                  | BEL                                  | BEL                                  | ITA                                  | ITA                                  | RUS                                  | RUS                                  | ARE                                  | ARE                                  | 2      | 21      |
| 2014 | Status Grand Prix | 18                                   | NU                                   | NU                                   | 19                                   | 16                                   | 10                                   | NU                                   | 23                                   | 16                                   | 22                                   | 12                                   | 15                                   | 16                                   | NU                                   | 16                                   | 7                                    | 16                                   | NU                                   | 2      | 21      |
| 2015 | ART Grand Prix    | ESP                                  | ESP                                  | AUT                                  | AUT                                  | GBR                                  | GBR                                  | HUN                                  | HUN                                  | BEL                                  | BEL                                  | ITA                                  | ITA                                  | RUS                                  | RUS                                  | BHR                                  | BHR                                  | ARE                                  | ARE                                  | 88     | 12      |
| 2015 | ART Grand Prix    | 10                                   | 10                                   | 15                                   | NU                                   | 14                                   | 11                                   | 18                                   | 15                                   | 6                                    | 3                                    | –                                    | –                                    | 13                                   | 12                                   | 8                                    | 8                                    | NU                                   | 19                                   | 88     | 12      |

### Formuła Renault 3.5
| Legenda oznaczeń w tabelach wyników Wyświetl szablon na nowej stronie | Legenda oznaczeń w tabelach wyników Wyświetl szablon na nowej stronie                                                                     |
| Oznaczenie                                                            | Wyjaśnienie |
| --------------------------------------------------------------------- | --- |
| Złoty                                                                 | Zwycięzca lub mistrzostwo |
| Srebrny                                                               | 2. miejsce lub wicemistrzostwo |
| Brązowy                                                               | 3. miejsce lub II wicemistrzostwo |
| Zielony                                                               | Ukończył, punktował (w klasyfikacji generalnej, gdy zdobył co najmniej jeden punkt na przestrzeni sezonu, poza trzema powyższymi opcjami) |
| Niebieski                                                             | Ukończył, nie punktował (w klasyfikacji generalnej, gdy nie zdobył co najmniej jednego punktu na przestrzeni sezonu)                      |
| Czerwony                                                              | Nie zakwalifikował się (NZ) |
| Czerwony                                                              | Nie prekwalifikował się (NPK) |
| Różowy                                                                | Nie ukończył (NU) |
| Różowy                                                                | Niesklasyfikowany (NS) (w klasyfikacji generalnej, gdy nie został sklasyfikowany w żadnym wyścigu sezonu)                                 |
| Czarny                                                                | Zdyskwalifikowany (DK) |
| Czarny                                                                | Wykluczony (WYK/EX) |
| Biały                                                                 | Nie wystartował (NW) |
| Biały                                                                 | Kontuzjowany (K/INJ) |
| Biały                                                                 | Wyścig odwołany (OD/C) |
| Bez koloru                                                            | Został wycofany (WYC/WD) |
| Bez koloru                                                            | Nie przybył (NP/DNA) |
| Bez koloru                                                            | Nie brał udziału w treningach (NT/DNP) |
| Bez koloru                                                            | Nie został zgłoszony (–) |
| Pogrubienie                                                           | Start z pole position |
| Kursywa                                                               | Najszybsze okrążenie wyścigu |
| †                                                                     | Nie ukończył, ale jego rezultat został zaliczony ze względu na przejechanie więcej niż 90% dystansu wyścigu.                              |
| *                                                                     | Sezon w trakcie |
| 1/2/3                                                                 | Punktowana pozycja w sprincie kwalifikacyjnym                                                                                             |
| Lista systemów punktacji Formuły 1                                    | |

| Rok  | Zespół        | Wyniki w poszczególnych eliminacjach | Wyniki w poszczególnych eliminacjach | Wyniki w poszczególnych eliminacjach | Wyniki w poszczególnych eliminacjach | Wyniki w poszczególnych eliminacjach | Wyniki w poszczególnych eliminacjach | Wyniki w poszczególnych eliminacjach | Wyniki w poszczególnych eliminacjach | Wyniki w poszczególnych eliminacjach | Wyniki w poszczególnych eliminacjach | Wyniki w poszczególnych eliminacjach | Wyniki w poszczególnych eliminacjach | Wyniki w poszczególnych eliminacjach | Wyniki w poszczególnych eliminacjach | Wyniki w poszczególnych eliminacjach | Wyniki w poszczególnych eliminacjach | Wyniki w poszczególnych eliminacjach | Punkty | Pozycja |
| ---- | ------------- | ------------------------------------ | ------------------------------------ | ------------------------------------ | ------------------------------------ | ------------------------------------ | ------------------------------------ | ------------------------------------ | ------------------------------------ | ------------------------------------ | ------------------------------------ | ------------------------------------ | ------------------------------------ | ------------------------------------ | ------------------------------------ | ------------------------------------ | ------------------------------------ | ------------------------------------ | ------ | ------- |
| 2014 | Tech 1 Racing | ITA                                  | ITA                                  | ARA                                  | ARA                                  | MON                                  | BEL                                  | BEL                                  | RUS                                  | RUS                                  | DEU                                  | DEU                                  | HUN                                  | HUN                                  | FRA                                  | FRA                                  | JER                                  | JER                                  | 0      | 27      |
| 2014 | Tech 1 Racing | –                                    | –                                    | –                                    | –                                    | –                                    | –                                    | –                                    | –                                    | –                                    | 16                                   | 12                                   | –                                    | –                                    | –                                    | –                                    | –                                    | –                                    | 0      | 27      |
| 2015 | AVF           | ARA                                  | ARA                                  | MON                                  | BEL                                  | BEL                                  | HUN                                  | HUN                                  | AUT                                  | AUT                                  | UK                                   | UK                                   | DEU                                  | DEU                                  | FRA                                  | FRA                                  | JER                                  | JER                                  | 17     | 16      |
| 2015 | AVF           | NU                                   | 8                                    | NU                                   | 13                                   | 11                                   | 14                                   | 16                                   | NU                                   | 12                                   | 13                                   | 12                                   | 10                                   | 4                                    | NU                                   | 16                                   | 15                                   | NU                                   | 17     | 16      |

### IndyCar Series
| Rok  | Zespół        | Samochód     | Silnik    | Wyniki w poszczególnych eliminacjach | Wyniki w poszczególnych eliminacjach | Wyniki w poszczególnych eliminacjach | Wyniki w poszczególnych eliminacjach | Wyniki w poszczególnych eliminacjach | Wyniki w poszczególnych eliminacjach | Wyniki w poszczególnych eliminacjach | Wyniki w poszczególnych eliminacjach | Wyniki w poszczególnych eliminacjach | Wyniki w poszczególnych eliminacjach | Wyniki w poszczególnych eliminacjach | Wyniki w poszczególnych eliminacjach | Wyniki w poszczególnych eliminacjach | Wyniki w poszczególnych eliminacjach | Wyniki w poszczególnych eliminacjach | Wyniki w poszczególnych eliminacjach | Wyniki w poszczególnych eliminacjach | Punkty | Pozycja |
| ---- | ------------- | ------------ | --------- | ------------------------------------ | ------------------------------------ | ------------------------------------ | ------------------------------------ | ------------------------------------ | ------------------------------------ | ------------------------------------ | ------------------------------------ | ------------------------------------ | ------------------------------------ | ------------------------------------ | ------------------------------------ | ------------------------------------ | ------------------------------------ | ------------------------------------ | ------------------------------------ | ------------------------------------ | ------ | ------- |
| 2018 | Juncos Racing | Dallara DW12 | Chevrolet | STP                                  | PHX                                  | LBH                                  | ALA                                  | IGP                                  | INDY                                 | DET                                  | DET                                  | TEX                                  | ROA                                  | IOW                                  | TOR                                  | MDO                                  | POC                                  | GAT                                  | POR                                  | SNM                                  | 36     | 23      |
| 2018 | Juncos Racing | Dallara DW12 | Chevrolet | –                                    | –                                    | –                                    | –                                    | –                                    | –                                    | –                                    | –                                    | –                                    | 20                                   | –                                    | –                                    | –                                    | –                                    | –                                    | 17                                   | –                                    | 36     | 23      |

### Podsumowanie
| Sezon | Seria                                         | Zespół                    | Wyścigi | Zwycięstwa | PP | NO | Podium | Punkty | Pozycja |
| ----- | --------------------------------------------- | ------------------------- | ------- | ---------- | -- | -- | ------ | ------ | ------- |
| 2011  | Campeonato Turismos de Velocidad 1800cc       | Nova / AST Racing         | 7       | 5          | 7  | 7  | 6      | 50     | 1       |
| 2011  | LATAM Challenge Series F2000                  | Team CSM                  | 2       | 0          | 0  | 0  | 0      | 6      | 15      |
| 2011  | 24 Hours of Barcelona                         | Astra Racing 1            | 1       | 0          | 0  | 0  | 0      | N/A    | 35      |
| 2011  | 24 Hours of Barcelona - Class A3T             | Astra Racing 1            | 1       | 0          | 0  | 0  | 0      | N/A    | 10      |
| 2012  | Formuła BMW Talent Cup                        | BMW                       | 5       | 0          | 0  | 0  | 2      | 50     | 5       |
| 2012  | 24 Hours of Mexico                            | Huevo Tehuacán Motorsport | 1       | 1          | 1  | 1  | 1      | N/A    | 1       |
| 2013  | Północnoeuropejski Puchar Formuły Renault 2.0 | Fortec Competition        | 16      | 0          | 0  | 0  | 1      | 109    | 14      |
| 2013  | Panam GP Series                               | SPM                       | 4       | 1          | 0  | 0  | 4      | 65     | 7       |
| 2013  | Panam GP Series (edycja zimowa)               |                           | 4       | 0          | 0  | 0  | 2      | 51     | 3       |
| 2013  | Brytyjska Formuła 3 - Międzynarodowa Seria    | Fortec Motorsports        | 3       | 0          | 0  | 0  | 0      | 15     | 10      |
| 2013  | Europejska Formuła 3                          | Fortec Motorsports        | 3       | 0          | 0  | 0  | 0      | 0      | 34      |
| 2014  | Seria GP3                                     | Status Grand Prix         | 18      | 0          | 0  | 0  | 0      | 2      | 21      |
| 2014  | Formuła Renault 3.5                           | Tech 1 Racing             | 2       | 0          | 0  | 0  | 0      | 0      | 27      |
| 2014  | Europejska Formuła 3                          | Fortec Motorsports        | 3       | 0          | 0  | 0  | 0      | 0      | 30      |
| 2015  | Toyota Racing Series                          | Giles Motorsport          | 14      | 0          | 0  | 0  | 0      | 329    | 17      |
| 2015  | Seria GP3                                     | ART Grand Prix            | 16      | 0          | 0  | 0  | 0      | 24     | 12      |
| 2015  | Formuła Renault 3.5                           | AVF                       | 17      | 0          | 0  | 2  | 0      | 17     | 16      |